# Melvyn Douglas
Melvyn Douglas, egentlig Melvyn Edouard Hesselberg, (født 5. april 1901 i Macon, Georgia, USA, død 4. august 1981 i New York City, New York, USA) var en amerikansk filmskuespiller.
Han debuterede på Broadway i 1928, og filmdebuterede i 1931, spillede mod Garbo i As You Desire Me (Som du vil have mig, 1932). Han var kendt for sine elegante lystspilfigurer i film som Theodora Goes Wild (Theodora leger med ilden, 1936), Ninotchka (1939) og Mr. Blandings Builds His Dream House (Jims ønskehus, 1948). Senere karakterskuespiller, bl.a. som farmeren i Hud (Den utæmmelige, 1963) og den døende millionær i Being There (Velkommen, Mr. Chance, 1979); begge sikrede ham Oscar-priser for bedste birolle.
Han har fået to stjerner på Hollywood Walk of Fame.